# Neelankarai
Neelankarai är en ort i Indien.   Den ligger i distriktet Kancheepuram och delstaten Tamil Nadu, i den södra delen av landet, 1 800 km söder om huvudstaden New Delhi. Neelankarai ligger 5 meter över havet och antalet invånare är 15 688.
Terrängen runt Neelankarai är mycket platt. Havet är nära Neelankarai åt sydost.  Närmaste större samhälle är Madras, 15,5 km norr om Neelankarai.